# Васил Левски (Трговиште)
Село Васил Левски се налази у општини Трговиште у Бугарској. Према подацима од 21.07.2005. године има 356 становника.